# 和戶站
和戶站（日语：／ Wado eki */?）位於日本埼玉縣南埼玉郡宮代町和戶一丁目，是東武鐵道伊勢崎線的鐵路車站。車站編號是TI 01。

## 歷史
- 1899年（明治32年）12月20日：以臨時停車站開業[2]。當時設於現址往下行方向的日光御成道（現在的埼玉縣道65號埼玉幸手線（日语：埼玉県道65号さいたま幸手線））旁[3]。
- 1914年（大正3年）10月：車站拓寬，正式開始貨運業務[3]。
- 1915年（大正4年）4月1日：移至現在地[4]。也有說是1919年（大正8年）7月27日[3]。
- 1959年（昭和34年）：廢止貨運業務[3]。
- 2006年（平成18年）3月18日：東京地下鐵半藏門線、東急田園都市線直通列車直通至久喜站，開始停靠本站。
- 2012年（平成24年）3月17日：導入車站編號TI 01[5]。
- 2016年（平成28年）3月31日：月台與剪票口增設兩座電梯。

## 車站結構
島式月台1面2線的地面車站。站房位於上行線側，有地下道連通月台。
本站站名標是採用伊勢崎線系統的紅色。
2008年（平成20年）3月在剪票口與上下月台設置列車資訊顯示器，並於2009年（平成21年）春季啟用。
2008年度，站內資訊看板更新成象形符號設計。月台撤除吊掛式站名標與路線圖，改用路線圖、乘車時間（東武線、日比谷線、半藏門線）一體型的自立式站名標。

### 月台配置
| 月台 | 路線         | 方向 | 目的地                                                                           |
| ---- | ------------ | ---- | -------------------------------------------------------------------------------- |
| 1    | 東武晴空塔線 | 上行 | 東武動物公園、北千住、東京晴空塔、淺草、 半藏門線 澀谷、 田園都市線 中央林間方向 |
| 2    | 伊勢崎線     | 下行 | 久喜、館林、太田方向                                                             |

- 本来本站不屬於東武晴空塔線，但因列車運用關係，至久喜站的區間可視為是東武晴空塔線的延長區間，因此上行淺草方向使用直通的路線名。

## 使用情況
2017年度1日平均上下車人次為4,073人。是東武本線使用人次最少的急行停靠站。
近年1日平均上下車人次的推移如下表｡
| 年度               | 1日平均上下車人次 | 1日平均上下車人次 | 1日平均上下車人次 |
| 年度               | 總數              | 定期              | 定期外            |
| ------------------ | ----------------- | ----------------- | ----------------- |
| 1993年（平成05年） | 6,193             | 4,750             | 1,443             |
| 1994年（平成06年） | 6,031             | 4,596             | 1,435             |
| 1995年（平成07年） | 6,078             | 4,508             | 1,570             |
| 1996年（平成08年） | 5,948             | 4,376             | 1,572             |
| 1997年（平成09年） | 5,775             | 4,228             | 1,547             |
| 1998年（平成10年） | 5,629             | 4,114             | 1,515             |
| 1999年（平成11年） | 5,385             | 3,906             | 1,479             |
| 2000年（平成12年） | 5,187             | 3,802             | 1,385             |
| 2001年（平成13年） | 5,088             | 3,676             | 1,412             |
| 2002年（平成14年） | 4,934             | 3,550             | 1,384             |
| 2003年（平成15年） | 4,725             | 3,330             | 1,395             |
| 2004年（平成16年） | 4,676             | 3,306             | 1,370             |
| 2005年（平成17年） | 4,613             | 3,230             | 1,383             |
| 2006年（平成18年） | 4,724             | 3,218             | 1,506             |
| 2007年（平成19年） | 4,740             | 3,218             | 1,522             |
| 2008年（平成20年） | 4,766             | 3,240             | 1,526             |
| 2009年（平成21年） | 4,511             | 3,188             | 1,323             |
| 2010年（平成22年） | 4,493             | 3,108             | 1,385             |
| 2011年（平成23年） | 4,276             | 2,962             | 1,314             |
| 2012年（平成24年） | 4,291             | 2,958             | 1,333             |
| 2013年（平成25年） | 4,282             | 2,972             | 1,310             |
| 2014年（平成26年） | 4,087             | 2,844             | 1,243             |
| 2015年（平成27年） | 4,127             | 2,864             | 1,263             |
| 2016年（平成28年） | 4,017             | 2,804             | 1,213             |
| 2017年（平成29年） | 4,073             |                   |                   |

## 車站周邊
- 宮代和戶郵便局
- 宮代町立須賀小學校
- 宮代町立須賀中學校
- JA南彩（日语：南彩農業協同組合）須賀支店
- 大落古利根川（日语：古利根川）
- 備前堀川（日语：備前堀川）
- 身代神社（このしろじんじゃ）
- 妙本寺（日语：妙本寺 (埼玉県宮代町)）
- Maruya（日语：マルヤ）和戶店

## 路線巴士
| 乘車處 | 系統           | 主要行經地                                                               | 目的地                   | 運行公司           | 備註                 |
| ------ | -------------- | ------------------------------------------------------------------------ | ------------------------ | ------------------ | -------------------- |
| 和戶站 | 紅路線（左回） | 沖野後、西條原、日本工業大學前                                           | 公設宮代福祉醫療中心六花 | 宮代町町內循環巴士 | 周一、三、五、日運行 |
| 和戶站 | 紅路線（右回） | 日本工業大學前、東武動物公園站西口、公設宮代福祉醫療中心六花、姬宮站西口 | 公設宮代福祉醫療中心六花 | 宮代町町內循環巴士 | 周一、三、五、日運行 |
| 和戶站 | 藍路線（左回） | 沖野後、須賀上、百閒2丁目、姬宮站西口                                    | 公設宮代福祉醫療中心六花 | 宮代町町內循環巴士 | 周二、四、六運行     |
| 和戶站 | 藍路線（右回） | 日本工業大學前、東武動物公園站西口                                       | 公設宮代福祉醫療中心六花 | 宮代町町內循環巴士 | 周二、四、六運行     |

- 上野站、北千住站、新越谷站發車的深夜急行巴士停靠和戶站入口巴士站。[9]

## 相鄰車站
東武鐵道
 伊勢崎線
■急行、■區間急行、■準急、■區間準急、■普通
東武動物公園（TS 30）－和戶（TI 01）－久喜（TI 02）

## 外部連結
- 和戶（車站資訊） - 東武鐵道